# Laguna Poco Sol
La laguna Poco Sol (789 m s. n. m.) es un lago volcánico en la Sierra de Tilarán, ubicado en las cercanías de San Miguel de La Tigra en San Carlos, Costa Rica. Posee zonas de color celeste secundario a la presencia de coloides de sílice. En las cercanías, hay algunos sitios arqueológicos precolombinos. La zona presenta una topografía abrupta, con valles profundos de fuerte pendiente. Se considera que la laguna es un antiguo cráter de explosión.
El lago se encuentra a una altitud de  789 m s. n. m. y la profundidad del lago es de unos 11,5 metros.
Otras características volcánicas en el área incluyen brechas, depósitos de lahar, flujos de lava y tobas . El lago puede ser una cicatriz de deslizamiento de tierra o un cráter dejado por una explosión freática. Es de probable edad Pleistoceno. Está construido dentro de la formación andesítica Monteverde,  que entró en erupción hace entre 2,1 y 1 millón de años.

## Actividad volcánica
En sus proximidades hay presencia de batideros de lodo y aguas termales, ollas de barro y depósitos de azufre se encuentran tanto en el lago como cerca del Río Peñas Blancas.
La zona ha sido investigada por la posibilidad de obtener energía geotérmica de ella. La actividad geotérmica puede ser la fuente del nombre Poco Sol. 
El Volcán Arenal se encuentra al noroeste de la Laguna Pocosol.  El Arenal, el Cerro Chato y el Cerro Pocosol al sur de Laguna Poco Sol pueden estar ubicados a lo largo de una zona de debilidad tectónica que estuvo acompañada por vulcanismo de migración hacia el noreste. 